# Jean Shiley
Jean Shiley, née le 20 novembre 1911 à Harrisburg en Pennsylvanie et morte le 11 mars 1998 à Los Angeles, est une athlète américaine, spécialiste du saut en hauteur.

## Biographie
Née à Harrisburg, en Pennsylvanie, elle s'installe par la suite à Haverford (New Jersey), où elle fait ses études secondaires au lycée de Haverford Township. Elle s'inscrit à l'équipe de basket-ball de son lycée, mais fait aussi du hockey sur gazon et du tennis, sport où elle est assez douée. Lors d'un de ses matchs de basket-ball, un journaliste, impressionné par ses sauts, lui conseille de s'inscrire au saut en hauteur pour les Jeux olympiques de 1928. Ainsi, à tout juste 16 ans, elle est sélectionnée dans l'équipe américaine et participe aux Jeux olympiques. Elle se classe 4e avec un bond à 1,51 m, terminant juste au pied du podium.
En 1929, elle entame des études supérieures à Temple University à Philadelphie en Pennsylvanie. Là, elle entre dans le club d'athlétisme Philadelphia's Meadowbrook Club, son université ne lui offrant pas de possibilités de faire du sport. Entre 1929 et 1931, elle remporte toutes les épreuves de saut en hauteur lors des championnats nationaux, et c'est donc tout naturellement qu'elle est sélectionnée pour les Jeux de 1932.
Lors des Jeux olympiques de 1932, le combat est serré avec Babe Didrikson : elles franchissent toutes les deux 1,65 m et échouent par trois fois à 1,68 m. Le jury décide donc de faire retenter le saut à 1,67 m pour départager les deux athlètes, qui passent la barre. Pour finir, le jury décide que le saut de Didrikson est non conforme : Jean Shiley devient donc championne olympique et Didrikson récolte la médaille d'argent.
Elle met fin à sa carrière en 1933 après avoir terminé ses études. Elle se marie en 1945 et travaille ensuite comme volontaire pour la Croix-Rouge, où elle enseigne la natation aux enfants handicapés.

## Palmarès

### Jeux olympiques[4]
- Jeux olympiques de 1928 à Amsterdam :
  - 4e au saut en hauteur
- Jeux olympiques de 1932 à Los Angeles :
  -  Médaille d'or au saut en hauteur (1,65 m)

### Championnats nationaux de saut en hauteur[2]
- Médaille d'or en 1929
- Médaille d'or en 1930
- Médaille d'or en 1931

## Records
Record du monde au saut en hauteur à 1,65 m, égalant la meilleure performance de Babe Didrikson, son homologue américaine, lors des Jeux olympiques de Los Angeles.